# PGC 62814
LEDA/PGC 62814, auch UGC 11411, ist eine irreguläre blaue kompakte Zwerggalaxie (BCD) mit ausgedehnten Sternentstehungsgebieten im Sternbild Drache am Nordsternhimmel. Sie ist schätzungsweise 7 Millionen Lichtjahre von der Milchstraße entfernt.
BCD-Galaxien sind etwa ein Zehntel so groß wie eine typische Spiralgalaxie wie die Milchstraße und bestehen aus großen Haufen heißer, massereicher Sterne, die das umgebende Gas durch ihre intensive Strahlung ionisieren. Da diese Sterne so heiß sind, leuchten sie hell und blau und verleihen Galaxien wie UGC 11411 ihre charakteristische blaue Färbung. Da diese massereichen Sterne weniger als 10 Millionen Jahre alt sind, sind sie im Vergleich zu stellaren Standards sehr jung. Sie entstanden während einer Starburst. Insbesondere UGC 11411 weist eine extrem hohe Sternentstehungsrate auf, selbst für eine BCD-Galaxie.